# سیارک ۴۸۵۸۸
سیارک ۴۸۵۸۸ (به انگلیسی: 48588 Raschroder، نامگذاری:1994RP11) چهل و هشت هزار و پانصد و هشتاد و هشتمین سیارک کشف شده‌است که در ۲ سپتامبر ۱۹۹۴ کشف شد.